# Dům umění Piešťany
Dům umění Piešťany je kulturní a společenské středisko v Piešťanech.
Dům umění (Nábřeží Ivana Kraska) je první mimobratislavská účelová stavba divadla po druhé světové válce, realizovaná v letech 1974–1979 (v užívání od r. 1980) podle projektu architekta Ferdinanda Milučkého. Autor, jak se sám vyjádřil, zužitkoval "inspirační podněty z naší historické i lidové architektury" a vytvořil dílo, které je příkladem jednoty exteriéru a interiéru.

## Architektura
Dům umění v lázeňském městě Piešťany je největším architektonickým dílem Ferdinanda Milučkého. Architektonická idea se začala rodit již v roce 1958 v soutěži kde první cenu získal kolektiv Š. Ďurkovič, F. Milučký a V. Ružek. O deset let později se dostal F. Milučký k definitivnímu projektu. Teď už ne na původním místě v centru města, ale na okraji starého piešťanského parku blízko Váhu, jako osamocený ostře řezaný solitér. Zdejší scenérie architektovu naturelu velmi konvenovala: malebně roztroušené prastaré topoly a za nimi zrcadlící se hladina Váhu. Ani stopy po znečišťujícím působení - pouze parkovými úpravami esteticky kultivovaná příroda a čistá vodní hladina.
Zde stojí expresivně komponovaná stavba, kde se princip abstraktní jednoduchosti utvrzuje výraznou formou (často z pohledového betonu), nebo mnohonásobným opakováním (rastrové a lamelové pohledy). Dílo, které důkladně po novém přepracovává každou konvenční souvislost:
- Dveře se rozpouštějí v celozasklených stěnách,
- Okna se přeměňují na štěrbiny a pásy a skrývají se v geometricky stylizovaných formách,
- Schody se mění na čistší rampy, nebo se jejich ramena rozšiřují a podsadené stupně zdůrazňují horizontální strukturovanost ...

To jsou osvědčené metody moderny (plus tradiční spojování interiéru s exteriérem), které budují konzistentní obraz abstraktního artefaktu vloženého do výtvarně čistého prostředí. Mohutné provaziště dává stavbě jemnou dojmově labilitu. Připomíná lodní nástavbu a opět evokuje klasický modernistický motiv zaoceánského parníku.

## Hmotové a dispoziční řešení
Do budovy nás přivádí široké schodiště z volného nástupního prostranství s plastikou Óda na radosť od sochaře Emila Venkova – výborným dynamickým kontrapunktem ke stavbě. Dům je tvořen dvěma bočními stěnami, na vstupní straně mírně vyhnutými. Na hlavním průčelí dominuje zešikmený kubus nad vstupem, který svým tvarem připomíná lomenice dřevěnic, ačkoli je z holého betonu.
Tady, ale i na budově slovenského velvyslanectví v Římě, jehož autorem je Jozef Chovanec, nacházíme zejména princip nejzákladnější, mnohokrát opakovaný – dominanci podélné stěny. Stěna vychází do exteriéru, aby potvrdila svůj význam. I interiéry jsou prostory mezi dvěma plochami pronikající se navzájem velkými otvory nebo úzkými štěrbinami. Rumělkově červený roštový strop proniká od podhledu markýzy přes vestibul a šatnový prostor až do podhledů v hlavním sále.
Odkazy na význam materiálů a tvarů jsou udržovány v abstraktní rovině. Týká se to i barevnosti. Výraznou červenou a modrou na podkladě převažující šedé nebo krémové cítí Milučký jako ozvěnu barevnosti ve slovenském lidovém stavitelství.
Jeviště a hlavní sál pro 630 lidí s lóží pro tělesně postižené (kteří mají samotný bezbariérový přístup) jsou určeny především pro koncertní produkci Slovenské filharmonie. Pořádají se zde i divadelní představení a podobně. Před stavbou je foyer s průhledem přes celozasklenou stěnu do prostoru před hlavním vstupem. V arkýřově vysunuté hmotě směrem k Váhu je umístěn bufet. Přízemí obsahuje malou výstavní síň, trochu pošmournou pod stínicím vstupním schodištěm – a malý sál pro 80 diváků. Do zadní fasády jsou orientovány šatny účinkujících a příslušné vybavení zázemí. Kartézská dispoziční skladba koresponduje s tvarovou čistotou a jasností celkového výrazu stavby.
Nakonec vždy i proti své vůli docházím k jednoduchosti. Bělost a kolorit lidové architektury jsem se snažil přeložit do moderní betonové stavby. Jsem posedlý jednoduchostí, hranami, přesností ... Můj otec dělal s kovem, stal se klempířem a já jsem mu pomáhal. Pohyboval jsem se po střechách kostelů, byly to prudké šikmé střechy, kde se člověku formovala nejen optika, ale i charakter. Myslím, že tam jsem nabyl odvahu. Nikdy nezapomenu jako otec dbal, aby byla místa, kde se setkaly jednotlivé plochy, absolutně přesná, rovná. Svět jsem začal vnímat přes tabuli plechu. Dnes si uvědomuji, že tam se pro mě stala dominantní stěna. Stěnu chápu tak, že musí vyústit do hrany a tu hranu musí být v prostoru cítit. Proto mám všechny domy s vytaženými stěnami. Bohužel výtvarná syntéza z díly tehdy nežádoucích umělců, se zde z politických důvodů nepodařila. F. Milučký vlastními slovy

## Současnost
Dům umění v současnosti organizuje koncerty během sezóny a je jedním z hlavních spolupořadatelem mezinárodního Piešťanského festivalu, který probíhá každoročně během letních měsíců již od roku 1955. Dům umění Piešťany je však nejen dějištěm koncertního života, ale i dalších rozmanitých kulturně-společenských aktivit: divadla, filmu, televizních show, kongresů, výstav apod. Kromě toho je mnohonásobně ověřeným ideálním prostorem pro pořádání pracovních soustředění uměleckých těles (Mládežnický orchestr Gustava Mahlera, Bundesjugendorchester - SRN), mistrovských kurzů pro velký počet účastníků a různých kongresů a sympozií. Vybavení moderní divadelní technikou, světelným parkem, kvalitním koncertním křídlem i koncertními varhanami, velkým jevištěm i hledištěm, baletní sálem, moderními šatnami a zejména odborným a nadšeným personálem dodává Domu umění všechny předpoklady pro úspěšné provozování tohoto kulturně-společenského centra. Pobyt v něm - krátce či dlouhodobě - brzy přesvědčí všechny uživatele i návštěvníky o kvalitě prostředí, okolí i poskytovaných služeb.

Panoráma z exteriéru Domu Umění.